# Malapterurus minjiriya
Malapterurus minjiriya е вид лъчеперка от семейство Malapteruridae.

## Разпространение
Видът е разпространен в Бенин, Гана, Кот д'Ивоар, Мали, Нигер, Нигерия и Того.